# Timóteo I de Alexandria

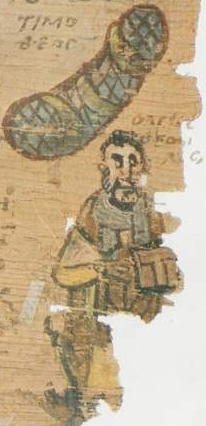
Ilustração antiga de Teófilo e o corpo do Papa Timóteo I de Alexandria.

Papa Timóteo I de Alexandria serviu como Papa de Alexandria (líder da igreja que evoluirá até a Igreja Ortodoxa Copta e a Igreja Ortodoxa Grega de Alexandria) entre 378 e 384 d.C.. Ele é comemorado no Calendário de Santos da Igreja Copta no dia 26 de Epip.